# 枫湾河
枫湾河，位于中国广东省韶关市境内，是北江上游浈江段的左岸支流，发源于韶关市东南部，曲江区与始兴县、翁源县交界处的旗头山，向北流经小坑水库，至枫湾镇转西北流，于浈江区新韶镇的新留塘汇入浈江。河长56千米，河道比降4.05‰，流域面积529平方千米。年均径流量1.3亿立方米。枫湾河流域植被好，沙石河床，河水清澈，水质较好，输沙量较少。地下水资源蕴藏量大，已开发枫湾镇白水温泉和小坑镇汤迳温泉。